# Футлярокрил
Футлярокрил (Mystacina; Пекапека) — рід кажанів родини футлярокрилові. Представники роду мешкають в Новій Зеландії і сусідніх невеликих островах. Пекапека є назвою цієї тварини мовою маорі. Наукова назва походить від грецького mustax, що означає вуса, посилаючись на вуса.

## Види
- Mystacina robusta
- Mystacina tuberculata
- †Mystacina miocenalis

## Морфологія
Зубна формула: (i 1/1, c 1/1, pm 2/2, m 3/3)•2=28. Це середнього розміру кажани, близько 6 сантиметрів довжиною, з сірим, оксамитовим хутром. Ноги короткі, але дуже м'язисті. Ступні широкі й пальці забезпечені гострими пазурами. Ніс і вуха довгі, крила широкі. M. tuberculata досягає довжини тіла від 60 до 70 міліметрів, а розмах крил близько 30 сантиметрів; вага становить від 12 до 15 грамів. M. robusta трохи більший і важчий, і досягає від 25 до 35 грамів ваги тіла.

## Поведінка
Це лісові мешканців, які в основному є активними в кінці вечора. Вони проводять більшу частину часу на землі, і що є унікальним, мають можливість складати свої крила в шкірясті мембрани, коли вони не використовується. Вони всеїдні, їдять фрукти та комах в додаток до наземних членистоногих. Вони також їдять пилок і нектар, який вони в змозі зібрати великим язиком. Іноді риють нори в гниючій деревині, але може також спочивати у тріщинах скель або норах морських птахів. Живуть невеликими групами. Вони народжують один раз влітку, єдине дитя. Великою загрозою для цих кажанів є дикі коти.

## Викопні представники
Родина також містить вимерлий рід Icarops, відомий з міоценових скам'янілостей, знайдених в Австралії. Найстаріші скам'янілості живого роду датуються пізнім плейстоценом у Новій Зеландії.